# Scandalo in famiglia (film 1976)
Scandalo in famiglia è un film italiano del 1976 diretto da Marcello Andrei.

## Trama
Elena, figliastra di Nunziata e suo zio Antonello si amano, ma lei è costretta a sposare un nobiluomo. Poco dopo si scopre che è possibile incrociare un adulterio.

## Distribuzione
Il film è stato distribuito in Italia a partire dal 26 maggio 1976. In Francia è stato distribuito dal 19 maggio 1978, in Spagna dal 1º giugno 1981 , in Germania Ovest dal 2 luglio 1981.
Durante la lavorazione il film era stato intitolato La nipote vergine. Il film è anche conosciuto con i titoli Mujer casada muy complaciente (Spagna), La lycéenne se marie (Francia), Die Sünden der ganz jungen Mädchen e Flotte Teens und die erste Liebe (Germania Ovest).